# DX-Kodierung

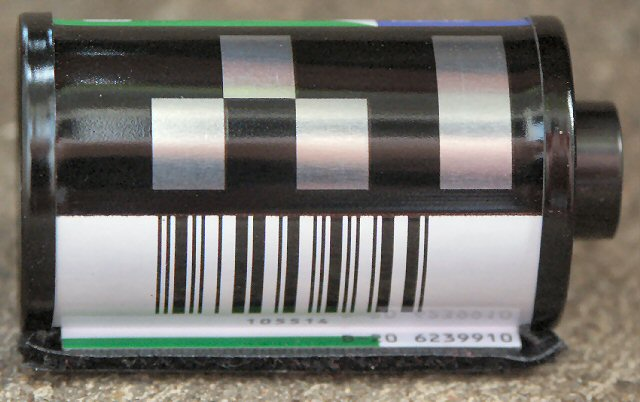
DX-Schachbrett- und Strichcodes auf einer Filmpatrone

Als DX-Kodierung (DX steht für englisch Digital indeX) werden ANSI PH1.14- und I3A-standardisierte, kodierte, elektrisch lesbare Markierungen auf den Patronen von fotografischen Filmen bezeichnet.

## Funktionsweise
In der Kodierung sind unter anderem Angaben über die Filmempfindlichkeit, den Belichtungsspielraum und die Filmlänge enthalten. Ein Teil der Informationen dient der Kamerasteuerung, ein anderer der Laborverarbeitung. Da es sich um Automatisierungsfunktionen handelt, kommt der Fotograf im Normalfall mit der DX-Kodierung nicht in Berührung.
Der DX-Code umfasst folgende Bestandteile:
- Schachbrettcode (CAS) auf der Filmpatrone;
- Strich- und Zahlencode auf der Filmpatrone;
- Informationsfeld auf der Filmpatrone;
- Strichcode am Filmrand bei Farbnegativfilmen.

Die Umverpackung DX-kodierter Filme zeigt üblicherweise ein „DX“- oder „DXN“-Symbol, um das Vorhandensein einer entsprechenden Kodierung anzuzeigen.

## Schachbrettcode
Das CAS-Code (für Camera Auto Sensing Code) genannte Schachbrettmuster der DX-Kodierung auf Kleinbildfilmen im Format 135 dient der Kamerasteuerung; die enthaltenen Angaben werden von den meisten automatischen Kameras selbsttätig ausgelesen und bei der Belichtung berücksichtigt. Ältere oder einfache Kameramodelle lesen allerdings nur die Filmempfindlichkeit aus.
Der Code besteht aus insgesamt 12 Feldern in zwei Reihen, die entweder leitend (silbern bzw. blank (hier weiß in der Darstellung); kodiert eine logische 1) oder nichtleitend (schwarz bzw. lackiert; kodiert eine logische 0) sind, sodass die entsprechenden Kontakte an der Kamera überbrückt werden, oder auch nicht; die Informationen sind also binär kodiert.
Die obere Reihe enthält von links nach rechts die Felder 1 bis 6, die untere die Felder 7 bis 12. Die Patrone ist dabei so zu betrachten, dass der Filmschlitz nach oben und der Wickelkern links sichtbar ist.
|            | Filmschlitz    |                                        |                                        |                                        |                                           |                                           |
| 1          | 2              | 3                                      | 4                                      | 5                                      | 6                                         |                                           |
| Wickelkern | Masse (Common) | Filmempfindlichkeit (Film Speed)       | Filmempfindlichkeit (Film Speed)       | Filmempfindlichkeit (Film Speed)       | Filmempfindlichkeit (Film Speed)          | Filmempfindlichkeit (Film Speed)          |
| Wickelkern | Masse (Common) | Anzahl der Aufnahmen (Exposure Counts) | Anzahl der Aufnahmen (Exposure Counts) | Anzahl der Aufnahmen (Exposure Counts) | Belichtungsspielraum (Exposure Tolerance) | Belichtungsspielraum (Exposure Tolerance) |
|            | 7              | 8                                      | 9                                      | 10                                     | 11                                        | 12                                        |

Die DX-iX-Kodierung bei APS-Filmen (Filmformat IX240 aka Advantix) besteht aus erheblich mehr Feldern und speichert – entsprechend den APS-Spezifikationen – zusätzliche Informationen.

### Filmempfindlichkeit
Die Filmempfindlichkeit ist bei der DX-Kodierung in 1/3 EV-Stufen zwischen ISO 25/15° und ISO 5000/38° definiert; in der Regel müssen jedoch Filmempfindlichkeiten über ISO 1600/33° manuell an der Kamera eingestellt werden. Neben den 24 vordefinierten Werten stehen 8 weitere Werte für Sondereinstellungen zur Verfügung (je eine für jede Empfindlichkeitsgruppe), diese werden jedoch von den meisten Kameras gar nicht oder auf unterschiedliche Weise interpretiert.
Besonders einfache Kameras können auch mit einer reduzierten Anzahl Kontakte für das Auslesen der Filmempfindlichkeit arbeiten. Wird z. B. der Belichtungsspielraum typischer Negativfilme ausgenutzt, reichen für eine grobe Erkennung der Empfindlichkeit in ganzen Stufen schon die Kontaktfelder 1 bis 4 aus. Schränkt man den unterstützten Bereich ein, werden nur noch die Kontaktfelder 1 bis 3 benötigt. Soll gar nur zwischen zwei erlaubten Empfindlichkeiten unterschieden werden, sind lediglich zwei Kontakte nötig.
| ISO       | 1 | 2 | 3 | 4 | 5 | 6 |
| --------- | - | - | - | - | - | - |
| 25/15°    |   |   |   |   |   |   |
| 32/16°    |   |   |   |   |   |   |
| 40/17°    |   |   |   |   |   |   |
| 50/18°    |   |   |   |   |   |   |
| 64/19°    |   |   |   |   |   |   |
| 80/20°    |   |   |   |   |   |   |
| 100/21°   |   |   |   |   |   |   |
| 125/22°   |   |   |   |   |   |   |
| 160/23°   |   |   |   |   |   |   |
| 200/24°   |   |   |   |   |   |   |
| 250/25°   |   |   |   |   |   |   |
| 320/26°   |   |   |   |   |   |   |
| 400/27°   |   |   |   |   |   |   |
| 500/28°   |   |   |   |   |   |   |
| 640/29°   |   |   |   |   |   |   |
| 800/30°   |   |   |   |   |   |   |
| 1000/31°  |   |   |   |   |   |   |
| 1250/32°  |   |   |   |   |   |   |
| 1600/33°  |   |   |   |   |   |   |
| 2000/34°  |   |   |   |   |   |   |
| 2500/35°  |   |   |   |   |   |   |
| 3200/36°  |   |   |   |   |   |   |
| 4000/37°  |   |   |   |   |   |   |
| 5000/38°  |   |   |   |   |   |   |
| Spezial 1 |   |   |   |   |   |   |
| Spezial 2 |   |   |   |   |   |   |
| Spezial 3 |   |   |   |   |   |   |
| Spezial 4 |   |   |   |   |   |   |
| Spezial 5 |   |   |   |   |   |   |
| Spezial 6 |   |   |   |   |   |   |
| Spezial 7 |   |   |   |   |   |   |
| Spezial 8 |   |   |   |   |   |   |

### Filmlänge
Die Filmlänge bzw. Bildzahl (Aufnahmeanzahl) ist bei der DX-Kodierung mit 12, 20, 24, 36, 48, 60 und 72 Aufnahmen (eine Kodierung für „Non-Standard“ steht ebenfalls zur Verfügung) definiert und ist mit drei Bits kodiert.
| Aufnahmen    | 07 | 08 | 09 | 10 | 11 | 12 |
| ------------ | -- | -- | -- | -- | -- | -- |
| andere Länge |    |    |    |    |    |    |
| 12           |    |    |    |    |    |    |
| 20           |    |    |    |    |    |    |
| 24           |    |    |    |    |    |    |
| 36           |    |    |    |    |    |    |
| 48           |    |    |    |    |    |    |
| 60           |    |    |    |    |    |    |
| 72           |    |    |    |    |    |    |

## Belichtungsspielraum
Der Belichtungsspielraum ist bei der DX-Kodierung mit ±1/2 Blende, ± 1Blende, +2/−1 Blende und +3/−1 Blende definiert.
| Spielraum (in EV) | 07 | 08 | 09 | 10 | 11 | 12 |
| ----------------- | -- | -- | -- | -- | -- | -- |
| ±½                |    |    |    |    |    |    |
| ±1                |    |    |    |    |    |    |
| +2/−1             |    |    |    |    |    |    |
| +3/−1             |    |    |    |    |    |    |

## Beispiel
Die hier abgebildete Filmpatrone weist folgende DX-Kodierung auf (der Strichcode wird dabei nicht berücksichtigt):

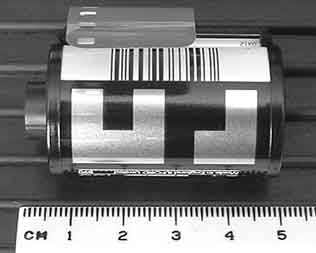
DX-Kodierung auf einer 135er Filmpatrone mit Film ISO 125/22°

Die Felder 1, 3 und 6 (beginnend oben links in der Abbildung) sind leitend, die Filmempfindlichkeit beträgt also ISO 125/22°; die Felder 7, 8 und 9 (beginnend unten links in der Abbildung) sind leitend, der Film hat also 24 Bilder; die letzten beiden Felder sind auch leitend, der Film hat also einen Belichtungsspielraum von +3/−1.

## Strichcode
Der Strichcode enthält Verarbeitungsinformationen für Kopieranstalten; er umfasst Angaben über den Verarbeitungsprozess, die Filmsorte, Filmempfindlichkeit sowie die Filmlänge.
Farbnegativfilme können außerdem noch mit einem Strichcode am Filmrand versehen werden, der eine Produkterkennung enthält; auch diese Angabe ist nur relevant für die automatisierte Filmverarbeitung in Kopieranstalten.

## Geschichte und Entwicklung
Das von Kodak entwickelte Verfahren der DX-Kodierung für das Filmformat 135 wurde am 3. Januar 1983 vorgestellt (Kodak-Presseankündigungen 1-83-1425 und 1-83-1427), um die Handhabung von Kleinbildfilmen zu vereinfachen. Im Gegensatz zu früheren Insellösungen, wie etwa dem von Fujifilm bereits im Jahre 1977 eingeführten 135-Patronensystem mit elektrischen Kontakten zur Erkennung der Filmempfindlichkeit, fand Kodaks DX-Code schnell breite Marktakzeptanz.
Der erste Film mit DX-Code war der im März 1983 eingeführte Farbnegativfilm Kodacolor VR-1000. Heute sind die meisten Kleinbildfilme DX-kodiert, lediglich bei Produkten aus osteuropäischen Ländern, Russland oder Asien fehlen diese Kodierungen häufig.
Als die erste 35-mm-Kamera, die den DX-Code nutzte, gilt die Konica TC-X Spiegelreflexkamera (etwa 1985). Pentax nimmt für die Pentax Super Sport 35 (PC 35AF-M) aus dem Jahr 1984 den Titel der ersten Nicht-Spiegelreflexkamera mit DX-Unterstützung und für die A3 / A3000 aus dem Jahr 1985 den Titel der ersten Spiegelreflexkamera mit DX-Code-Unterstützung in Anspruch. Die ersten Minolta-Kameras mit DX-Code-Unterstützung waren die im Juli 1984 vorgestellte Kompaktkamera AF-E / Freedom II und die im Februar 1985 vorgestellte Minolta 7000 AF. Bei Nikon wurde diese Funktion mit der F-301 / N2000 ebenfalls noch 1985 eingeführt.
Eine erweiterte Variante ist DX-iX (data exchange - information exchange), das mit dem Advanced Photo System im Jahr 1996 eingeführt wurde und ausschließlich bei APS-Filmen (Filmformat IX240 aka Advantix) verwendet wird.
Seit etwa 1998 steht ein dem DX-Code ähnliches Identifizierungssystem auch für Rollfilme der Formate 120 und 220 zur Verfügung, das von Fujifilm unter der Bezeichnung Barcode-System eingeführt wurde. Hierbei wird Filmformat und -länge, die Filmempfindlichkeit und der Filmtyp im Rahmen eines Barcodes auf dem Aufkleber kodiert, der den lichtempfindlichen Film mit dem Trägerpapier verbindet. Dieser Barcode kann von einigen neueren Mittelformatkameras gelesen werden.